# Église Notre-Dame de Quierzy
L'église Notre-Dame de Quierzy est une église située à Quierzy, dans le département de l'Aisne, en France.

## Localisation
L'église est située sur la commune de Quierzy, dans le département de l'Aisne.